# Gloria Trevi
Gloria de los Ángeles Treviño Ruiz (15 de febrer de 1968; Monterrey, Nou León, Mèxic), coneguda artísticament com a Gloria Trevi, és una cantant, actriu, ballarina i compositora mexicana.
Va néixer a la capital de l'estat de Nuevo León i es va criar durant la seva infància en Ciudad Victoria, Tamaulipas. El 1985, es va mudar a la Ciutat de Mèxic per començar la seva carrera artística en el grup Boquitas Pintadas. Quatre anys més tard, va publicar el seu àlbum debut com a solista titulat ...Què hago aquí?, distribuït per BMG Ariola.
Amb cinc produccions musicals, gires esgotades i calendaris provocatius (dels quals va vendre milions de còpies), Gloria Trevi es va convertir en una icona del rock mexicà arribant a pretendre participar en la candidatura per la presidència de Mèxic per a les eleccions de 2006. La seva imatge provocativa va ser clau perquè els sectors conservadors la critiquessin per promoure la llibertat sexual d'una manera oberta. En els 90, Gloria va debutar al cinema amb tres reeixides pel·lícules: Pelo suelo (1991), Zapatos Viejos (1993) i Una papa sin catsup (1995). Els guanys de la trilogia sumen més de 36 milions de dòlars.
La carrera de Gloria Trevi va estar marcada per una sèrie d'escàndols que van truncar la seva trajectòria quan es trobava en la cúspide de l'èxit. El 1997, Gloria es va retirar dels escenaris, després de la finalització del seu programa televisiu XETU Remix. Temps després, la cantant i el seu antic representant Sergio Andrade van ser acusats d'abusar sexualment de menors d'edat. Les autoritats mexicanes van decretar la crida i cerca de l'actriu i del seu representant. La detenció es va produir el gener de 2000 a Rio de Janeiro, Brasil, on Gloria va passar tres anys empresonada sense ser jutjada. Al febrer de 2002, va donar a llum un fill concebut a la presó, a qui va batejar com Ángel Gabriel. Trevi va ser deportada a Mèxic al desembre de 2002, on el seu cas va ser portat a judici. La justícia mexicana la va absoldre dels delictes de violació agreujada, rapte i corrupció de menors, concedint-li l'absolució i exoneració dels càrrecs. Va ser alliberada el 21 de setembre de 2004.
Durant els anys 2000, Gloria va publicar cinc discos i va tornar als escenaris amb cinc extenses gires internacionals. El seu setè àlbum d'estudi, Una rosa blu (2007), es va convertir en un dels seus treballs més significatius i emblemàtics. S'estima que Gloria Trevi ha venut més de 35 milions de discos a tot el món.
L'any de 2013 va protagonitzar la telenovel·la de Televisa i del productor Emilio Larrosa titulada Libre para amarte.
Va actuar en la segona semifinal del Benidorm Fest 2023 com a artista convidada.